# Imbecilla imbecilla
Imbecilla imbecilla är en insektsart som först beskrevs av Rauno E. Linnavuori 1962.  Imbecilla imbecilla ingår i släktet Imbecilla och familjen dvärgstritar. Inga underarter finns listade i Catalogue of Life.